# モルモン書

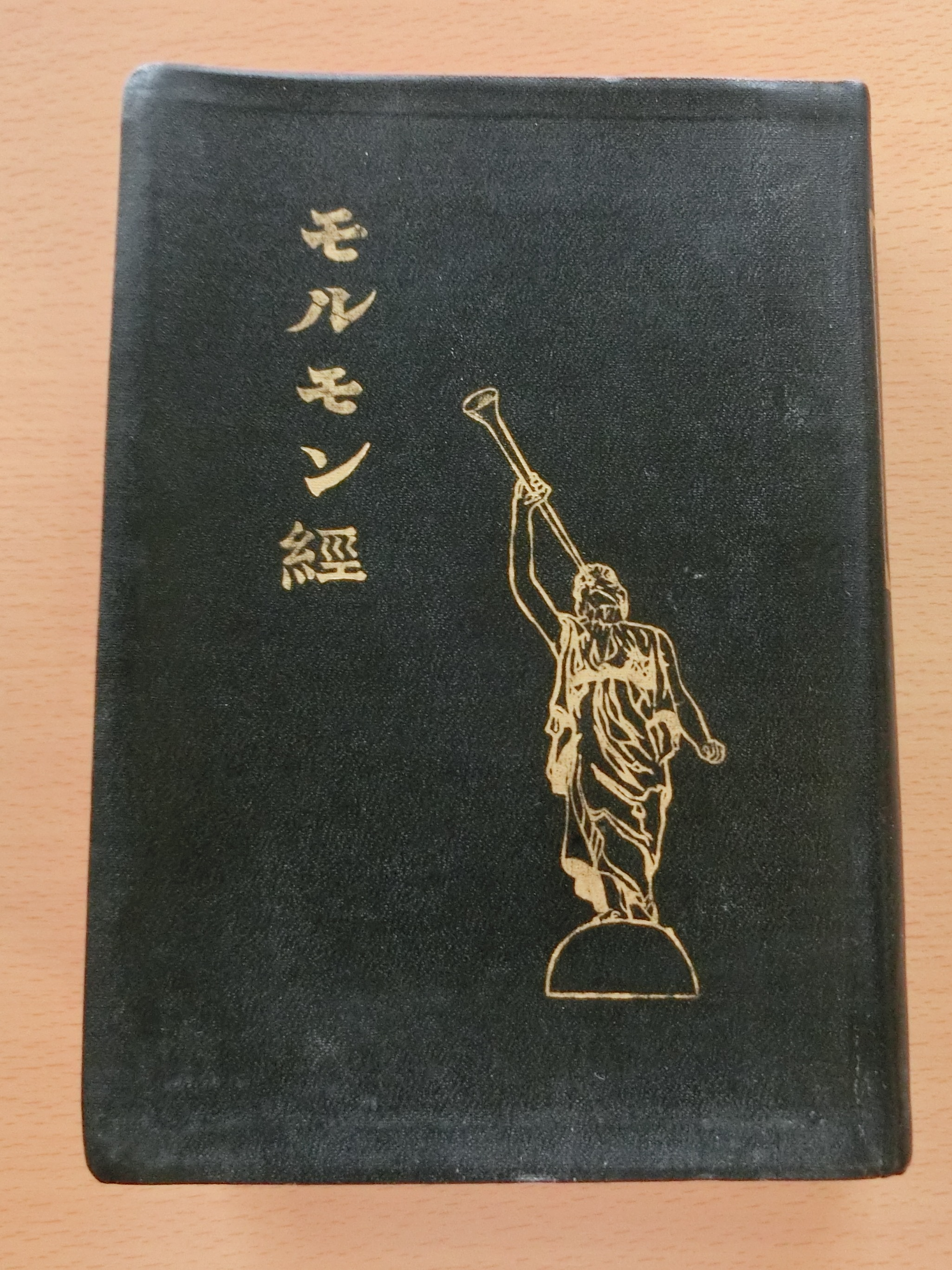
日本語のモルモン書

『モルモン書』 （モルモンしょ、英: The Book of Mormon）は、キリスト教系の新宗教である末日聖徒イエス・キリスト教会およびコミュニティ・オブ・クライストの聖典のひとつ。
表題は大正時代に『モルモン経』 （ーけい）と訳され、近年まで続いていた。教団外の文献では『モルモン経典』などと訳されている場合もある。

## モルモン書の起源
モルモン (Mormon) とは、最後の預言者モロナイの父の名前である。末日聖徒イエス・キリスト教会で使用している聖典のひとつが、モルモン書と呼ばれ、教会が俗称モルモン教と呼ばれるのは、この人物に由来する。

### 入手および翻訳の経緯
1823年9月21日、ジョセフ・スミス・ジュニアはモロナイと名乗る神の使者に黄金の板の聖なる文書の存在を告げられ、4年後18歳になった時に掘るようにいわれた。
黄金の板は最初の預言者の家族の一人から預言者モルモンまで書き継がれ、死ぬ前にその子最後の預言者モロナイが西暦421年にクモラの丘にそれを隠してから、1827年にジョセフ・スミス・ジュニアが掘り起こすまで、ずっとその丘に埋められていた。

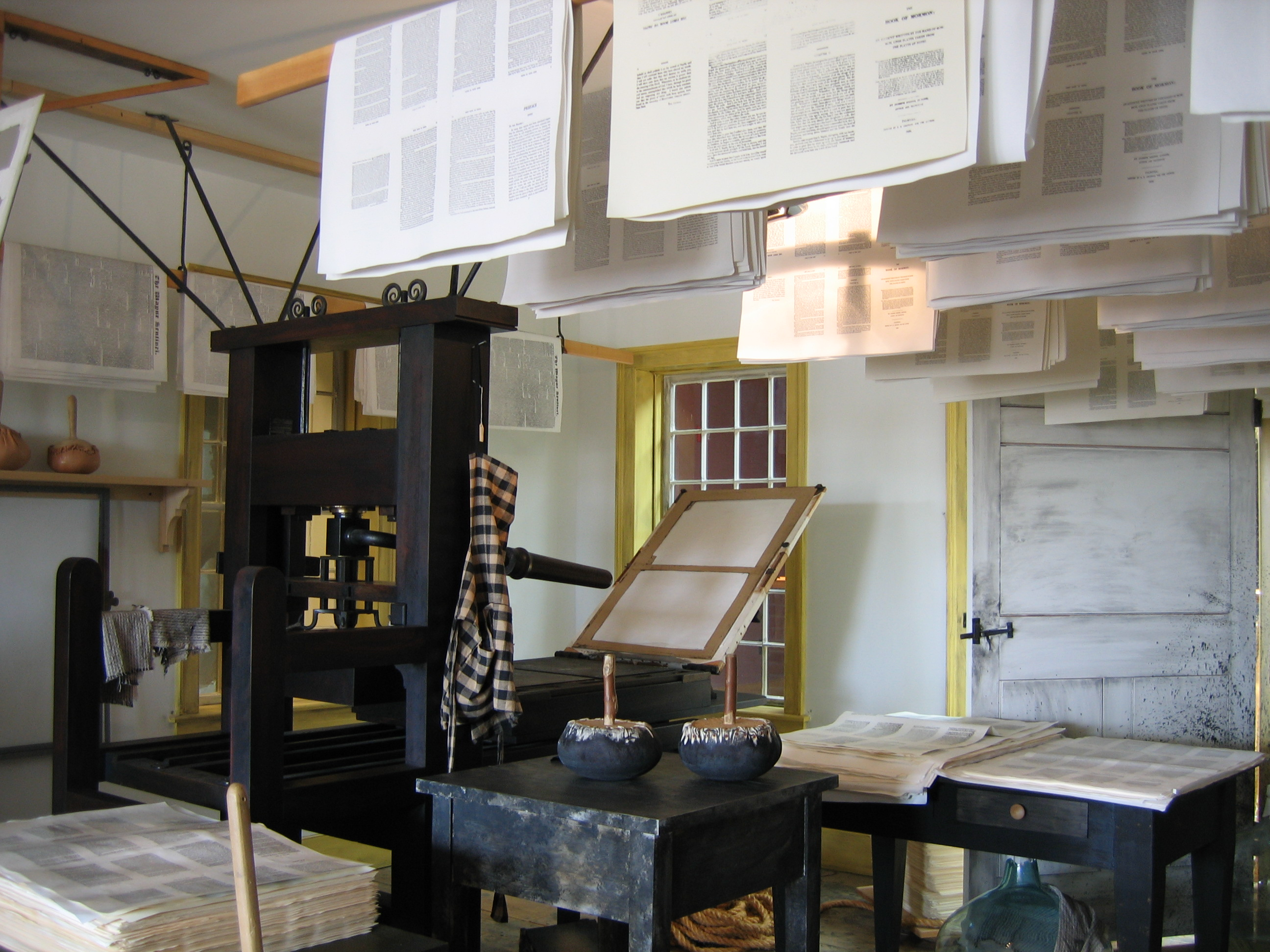
初版が印刷された印刷所

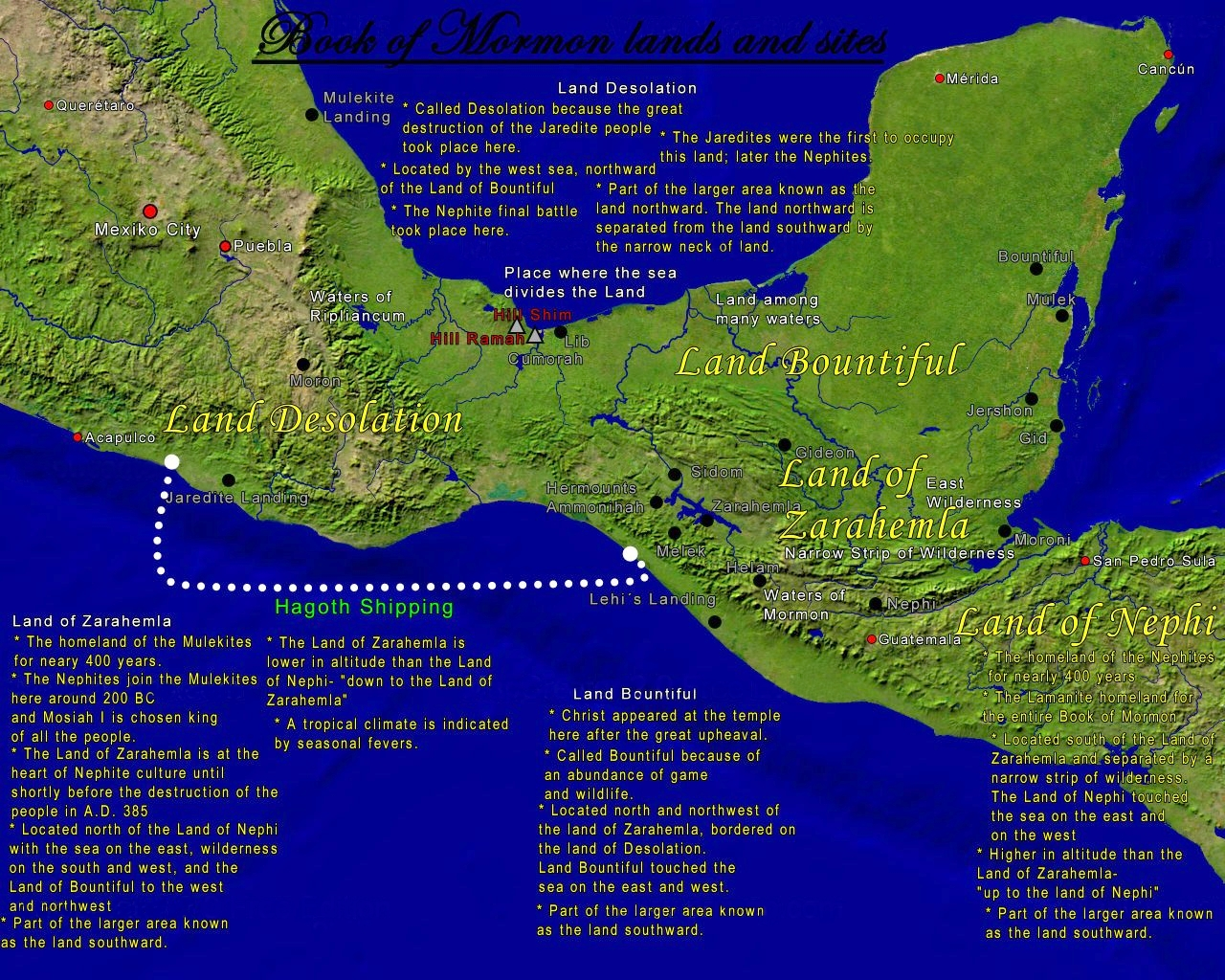

1827年9月22日にジョセフ・スミス・ジュニアが古代の変体エジプト語で黄金の板に書かれたイエス・キリストについての聖書とは別の「もうひとつの証（Another Testament）」をニューヨーク州ウエイン郡にある丘に埋められたセメントの箱の中から入手した。なお、箱の中にはほかにウリムとトンミムという道具が入っていた。
ジョセフ・スミス・ジュニアがウリムとトンミムを使ってこの文書を翻訳口述しオリバー・カウドリとマーティン・ハリス (1783年生)が英語で筆記した。原典である黄金の板は翻訳の後、天使へ返還したとされている。
翻訳された内容は、1830年に出版された。現在は英語だけでなく、色々な言語に翻訳・出版されている。現在までの頒布部数は全世界で1億部を超えている。

### 形態

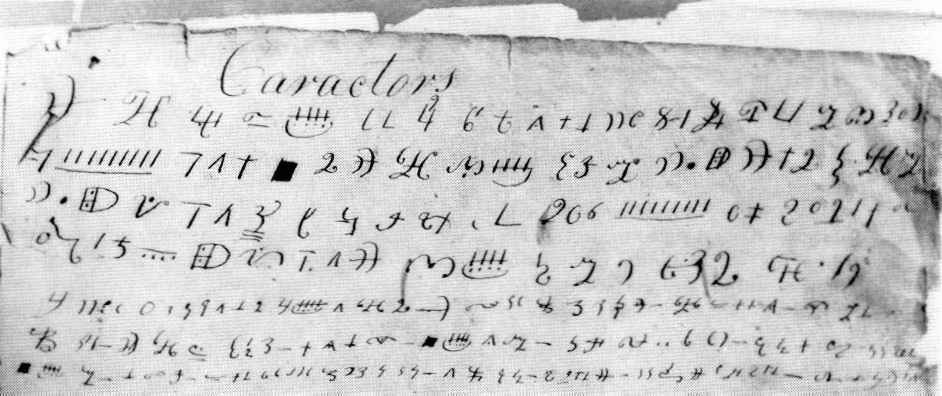
原典から写されたとされる古代文字

ジョセフ・スミス・ジュニアによるとその金板の大きさは幅15センチメートル、長さ20センチメートル、厚15センチメートルのルーズリーフのような構造で一方を3つの輪でとじてあった。1ページの厚みはブリキ板よりやや薄い金製の板だった。材質は「ブリキ板よりやや薄い」という証言から強度的に考えて18金程度の合金だった可能性が高いと言われている。（純金という記述もあるが分析した結果ではない） 重量については記録はないが運搬には馬が必要だったといわれている。天使から封をしてある部分（全体の約3分の2）は読むことを禁じられ、封のない3分の1の翻訳を命じられていた。そのため封じられた部分と翻訳を命じられた部分に一時的に分解された可能性がある（翻訳中の過失により原稿が紛失したことがきっかけで一部の封を切ることが許され、その部分の翻訳を命じられている）。翻訳は封じられていない部分の70～100ページ分と考えられている。使用されている文字は変形エジプト文字であり、本書の翻訳は普通の対訳ではなく、ウリムとトンミムの助けを借りて、古代文字を鍵として心に浮かんだイメージや文章を口述させたものであり、翻訳書というよりも解説書に近い。
黄金の板についてはジョセフ・スミス・ジュニア以外に11人の人物が、実際に手で触れたという宣誓供述書に署名し、残している。

## ジョセフ・スミスの主張
ジョセフの言及によると、1823年9月、17歳になった彼はモロナイという天の使者の訪れを受けた。そしてモロナイはジョセフに、アメリカ大陸の古代の住民の記録が近くの丘に埋められていることを伝えた。また、その記録にはイエス・キリストの完全な福音が載っていることも告げた。
1827年9月、21歳になったジョセフは金版の書を現在のクモラの丘（現在のニューヨーク）から掘り出し、神の霊感によってその書物を英語に翻訳し，この記録を編纂した古代の預言者モルモンの名にちなんでモルモン書と名づけたとされる。この書物はキリストについての（聖書と並ぶ）もう一つの証として，イエス・キリストの神性を証明すると主張している。
モルモン書の最後の預言者モロナイは、モルモン書が真実かどうか知りたいと願うすべての人に、次のような約束を残した。「また，この記録を受けるとき、これが真実かどうかキリストの名によって永遠の父なる神に問うように，あなたがたに勧めたい。もしキリストを信じながら、誠心誠意問うならば、神はこれが真実であることを，聖霊の力によってあなたがたに明らかにしてくださる。」（モロナイ10：4）
2010年現在、モルモン書は106以上の言語に翻訳され、教会員は聖書と共に使用している。

## 公開された英文の内容

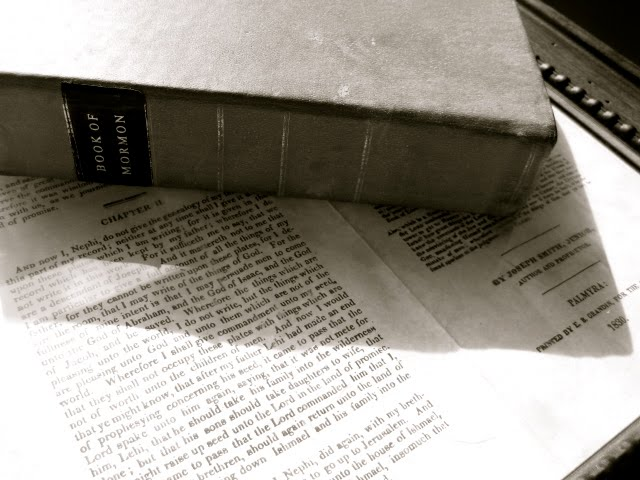
モルモン書の初版本（1830年）

モルモン書全般にわたって記述されている内容は、大きく分けて歴史的な記録と神の教えである。
内容は紀元前600年頃（預言者エレミヤの時代）、エルサレムからアメリカ大陸へ渡ったリーハイとその家族から始まり、その地において、神に従順なニーファイ人の子孫と神に背くレーマン人の子孫が対立、抗争しながら大陸全土に増え、最終的には慢心したニーファイ人がレーマン人に滅ぼされるまでの「歴史」である。
またそれに加えて、バベルの塔の時代に同様にアメリカ大陸に移動してきた2つの民族の興亡の記述もある。
モルモン書の記述の中には、復活したイエス・キリストが古代アメリカ大陸に訪れたという記述が見られる。

## 歴史的信憑性
モルモン書については当初から批判を浴びてきた。以下にスミソニアン協会からの指摘を記す。
DNAの研究の結果、ネイティブ・アメリカンの祖先はモンゴロイドであることが明らかとなった。したがって現在のネイティブ・アメリカンの先祖がヘブル人である（若しくはヘブル人と原住民との混血）とするジョセフ・スミスの当時の発言は科学的・人類学的に否定されている。
スミソニアン協会は「現存する証拠によると、東方からアメリカ大陸に到達した最初の人々は、紀元1000年頃に北アメリカの北部を短期的に訪れていたスカンジナビア民族である」「古代において、アメリカ大陸の住民と中東の住民との接触がなかったことは確かである」という見解を示している。
また、当時のアメリカ大陸になかったと考えられる食用イチジク（アラビア原産）、オリーブ（地中海原産）、真鍮（16世紀に発明された合金）、亜麻布、バターなどが記述されている。これらは当時のアメリカ大陸に存在したと考え難いと言及している。

### 物証
金板については見つかっていないし、他に見た者もいない
また、翻訳に使われたとされるウリムとトンミムも見つかっていない。

### 末日聖徒における信仰上の意義
外部からの批判や真偽性についての議論はあるものの、モルモン書はそれを信じる末日聖徒にとっては、彼らの「宗教の要石(かなめいし)」として信仰上の大きな意義をもっている。

### 「正確な書物」としての聖典
末日聖徒によれば、モルモン書は原典から直接、正確に翻訳された書物であり、そのため、キリストの福音や教義を正確に伝えるものだと言われているがその根拠はない。

### 信仰の拠り所としての聖典
末日聖徒は、モルモン書を頻繁に読むように勧められており、モルモン書から受けた霊感を毎日の生活の中で活かすよう勧められている。
また、古代の預言者たちによって記録されたと信じられているイエス・キリストの教義や、古代のアメリカ大陸でイエス・キリストが先住民たちを親しく教え導いたとされる様子なども描かれており、その書物を信じる者にとっては、イエス・キリストへの信仰を育むためになくてはならない大切な書物となっている。

### 福音の「回復」を証する書物
末日聖徒は、原始のキリスト教会にあったキリストの純粋かつ完全な福音が、迫害や背教により人類の歴史の中で失われてしまったと信じている。末日聖徒にとって、モルモン書は、失われてしまった純粋かつ完全な福音を神が回復してくださった(もう一度人類に与えてくださった)ことを示す重要な証拠であると信じられている。